# 丰特纳耶
丰特纳耶（法語：Fontenailles，法語發音：[fɔ̃tnaj] ⓘ）是法国塞纳-马恩省的一个市镇，属于普罗万区。

## 地理
丰特纳耶（48°33'12"N, 2°57'6"E）面积27.44 平方千米，位于法国法蘭西島大區塞纳-马恩省，该省份为法国北部内陆省份，北起瓦兹省，西接埃松省、马恩河谷省、塞纳-圣但尼省和瓦兹河谷省，南至卢瓦雷省，东南接约讷省，东临马恩省和奥布省，东北接埃纳省。
与丰特纳耶接壤的市镇（或旧市镇、城区）包括：格朗皮-巴伊-卡鲁瓦、楠日、布里地区圣旺、拉沙佩勒戈捷、拉沙佩勒拉布莱、埃舒布兰、莱塞克雷讷。

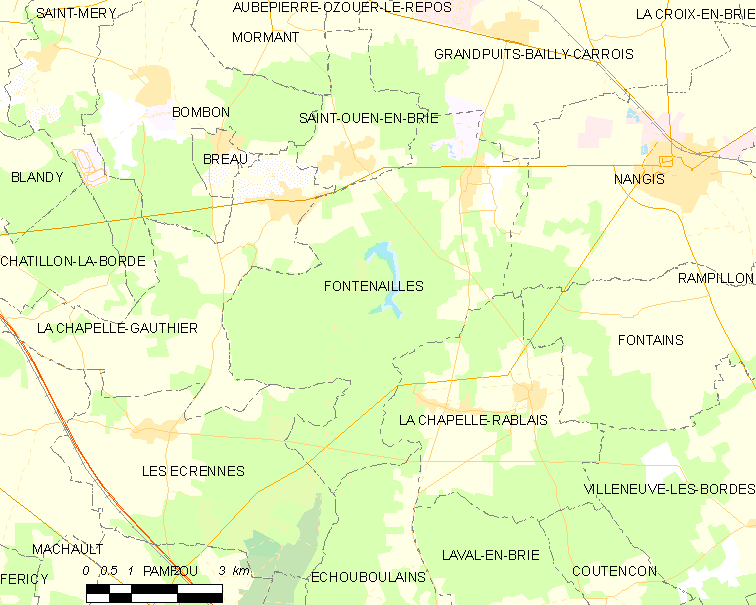
丰特纳耶的OSM定位图

丰特纳耶的时区为UTC+01:00、UTC+02:00（夏令时）。

## 行政
丰特纳耶的邮政编码为77370，INSEE市镇编码为77191。

## 政治
丰特纳耶所属的省级选区为楠日县。

## 人口

1962-2008年间丰特纳耶人口变化图示

丰特纳耶于2022年1月1日时的人口数量为1090人。